# Adriano Balbi
Adriano Balbi, född 25 april 1782 i Venedig, död 14 mars 1848 i Padua, var en italiensk geograf och statistiker.
Hans mest kända verk är Abrégé de géographie (Paris, 1832), ett på sin tid mycket uppskattat arbete. Han utgav dessutom bland annat Essai statistique sur le royaume de Portugal et d'Algarve (1822), som även innehåller många värdefulla upplysningar rörande den portugisiska litteraturen och konsten, samt Atlas éthnographique du globe (1826).